# Zuidoost-Duits voetbalkampioenschap 1924/25

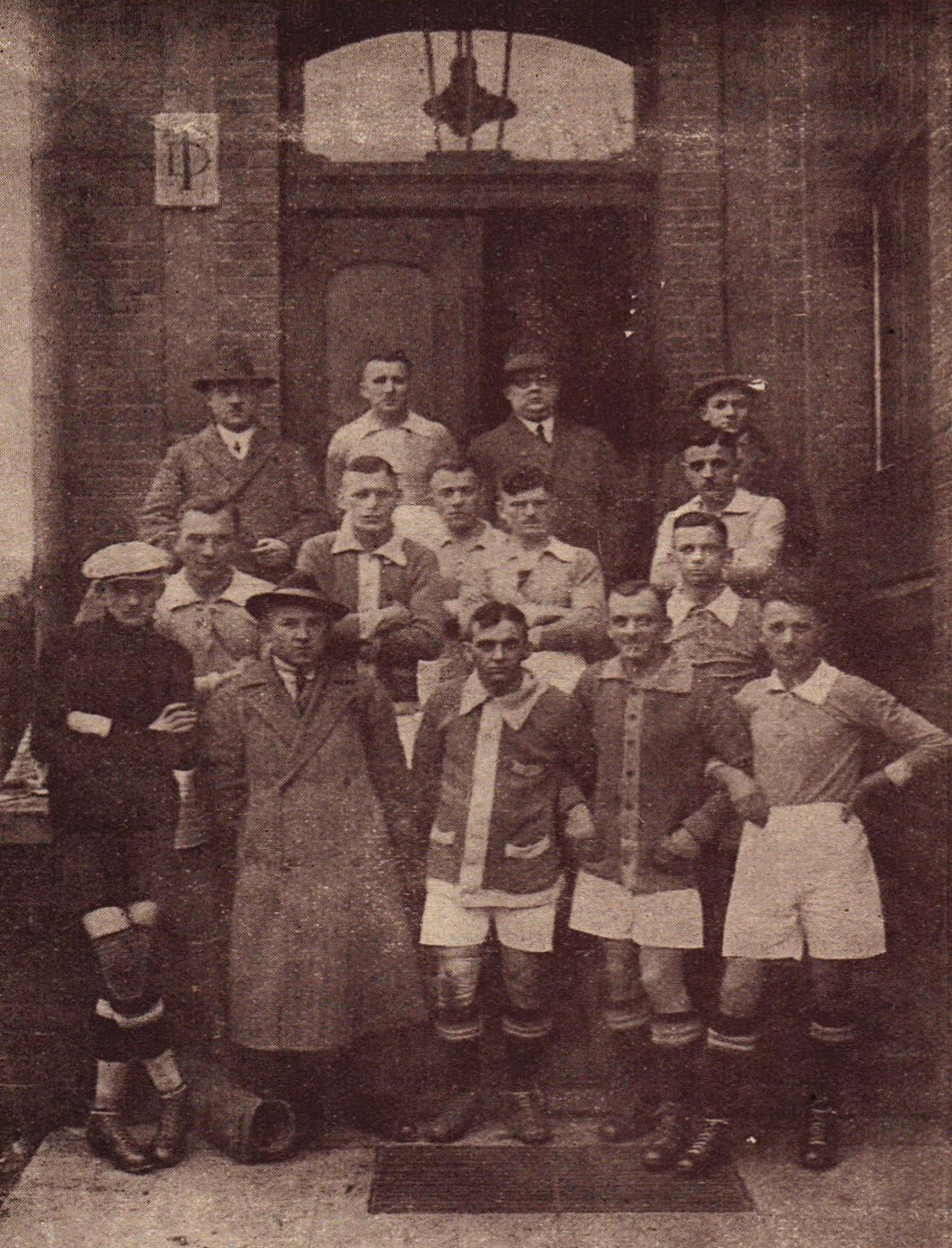
Spelers FC Viktoria Forst in jaar 1925.

In 1924/25 werd het veertiende voetbalkampioenschap gespeeld dat georganiseerd werd door de Zuidoost-Duitse voetbalbond. Viktoria Forst werd kampioen en plaatste zich voor de eindronde om de Duitse landstitel. De club verloor in de eerste ronde van Schwarz-Weiß Essen. Voor het eerst mochten ook de vicekampioenen naar de eindronde en dus plaatste ook Breslauer SC 08 zich. De club versloeg eerst VfB Leipzig en werd in de kwartfinale verslagen door 1. FC Nürnberg.

## Deelnemers aan de eindronde
| Club                              | Gekwalificeerd als          |
| --------------------------------- | --------------------------- |
| Breslauer SC 08                   | Kampioen van Midden-Silezië |
| FC Viktoria Forst                 | Kampioen van Neder-Lausitz  |
| SpVgg Schupo Liegnitz             | Kampioen van Neder-Silezië  |
| Saganer SV                        | Kampioen van Opper-Lausitz  |
| Beuthener SuSV 09                 | Kampioen van Opper-Silezië  |
| Vereinigte Breslauer Sportfreunde | Titelverdediger             |

## Eindronde
| Plaats | Club                              | Wed. | W | G | V | Saldo | Ptn. |
| ------ | --------------------------------- | ---- | - | - | - | ----- | ---- |
| 1.     | FC Viktoria Forst                 | 5    | 4 | 0 | 1 | 14:4  | 8:2  |
| 2.     | Breslauer SC 08                   | 5    | 4 | 0 | 1 | 16:5  | 8:2  |
| 3.     | Vereinigte Breslauer Sportfreunde | 5    | 3 | 0 | 2 | 13:6  | 6:4  |
| 4.     | Beuthener SuSV 09                 | 5    | 3 | 0 | 2 | 10:8  | 6:4  |
| 5.     | Saganer SV                        | 5    | 1 | 0 | 4 | 9:21  | 2:8  |
| 6.     | SpVgg Schupo Liegnitz             | 5    | 0 | 0 | 5 | 4:22  | 0:10 |

|  | Play-off |

### Finale
|              |                   |       |                 |         |
| 5 april 1925 | FC Viktoria Forst | 1 - 0 | Breslauer SC 08 | Cottbus |
| 5 april 1925 |                   |       |                 | Cottbus |